# Tolpis succulenta
Tolpis succulenta — вид рослин з родини Айстрові (Asteraceae), ендемік Макаронезії: Мадейри та Азорських островів.

## Опис

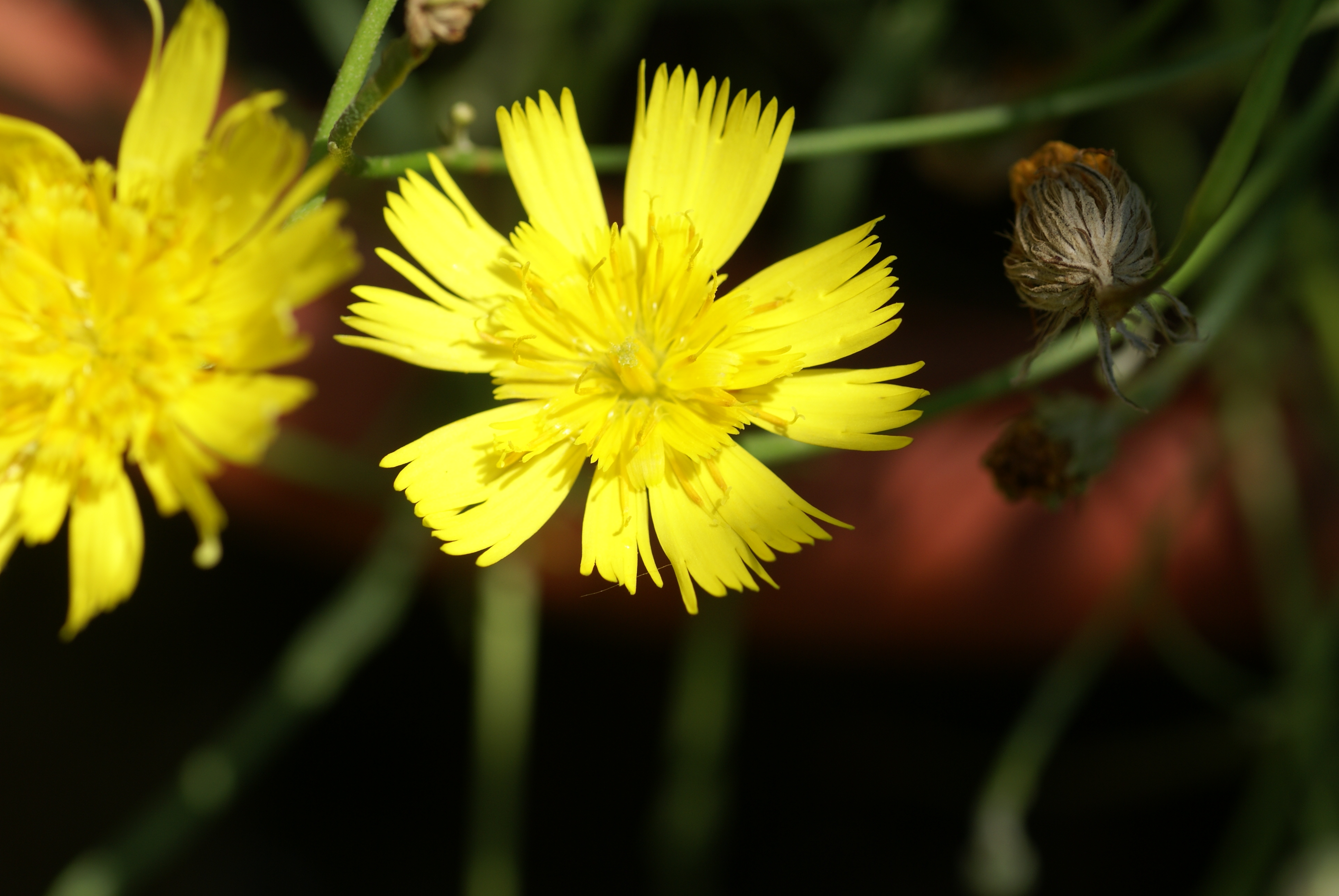

Багаторічна трав'яниста рослина висотою 20–40 см; старі рослини деревні. Листки м'ясисті, зубчасті повністю або частково, до розміру 10 x 3 см. Жовті квіти на довгих стеблах; Квіткові голови зазвичай сидять поодинці. Період цвітіння: червень — вересень.

## Поширення
Ендемік Макаронезії: архіпелагу Мадейра (о. Мадейра, Дезерташ, Порту-Санту) та Азорських островів (Санта-Марія, Сан-Міґель, Терсейра, Ґрасіоза, Сан-Жорже, Фаял, Флореш, Корву).